# 中島栄次郎

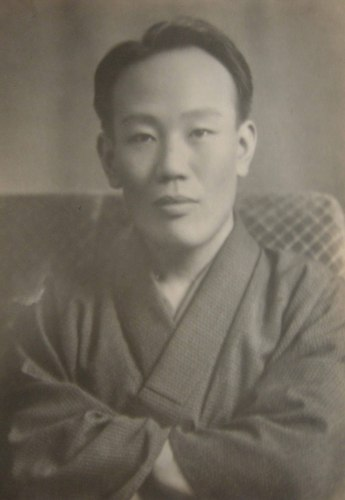
30代の肖像写真

中島 栄次郎（なかじま えいじろう、1910年（明治43年）8月18日 - 1945年（昭和20年）5月27日）は、日本の文芸評論家、詩人、哲学者。 

## 生涯
京都帝国大学教授の田辺元のもとで、ニーチェの研究などに携わり、毎日新聞に文芸評論を書いた（その際の担当記者が井上靖）。
大阪高等学校 (旧制)の同級生を中心に文芸同人誌『コギト』の創刊メンバーである。はじめ沖崎猷之介の筆名を用い、第16号（昭和8年9月号）以後は本名で主に評論を、また詩、小説を発表した。また、文芸同人誌『日本浪漫派』の創刊メンバーである。その創刊号の巻頭に「浪漫化の機能」を執筆した。同人には第二号から太宰治、檀一雄、第三号からは伊東静雄、大山定一らが加わった。
文学界に大きな影響を与え、「文芸文化」「思想」「四季」「新潮」「文学界」などにも執筆した。日本大学大阪専門学校（現近畿大学）と天理外国語専門学校（現天理大学）の教授を務めた。
戦時中は統制下にあり、自由に物を書くことができなくなった。出征した後、フィリピンのルソン島マニラ郊外の山地で戦死した。

## 年譜
明治43年（1910年）　当歳
8月18日、大阪府大阪市南天王寺区六万体町5967番地（現天王寺区六万体町6番）に、父・中島栄太郎、母・キリの四男として出生。姉一人、兄三人の五人兄弟の末弟である。生家は明治30年（1897年）頃は大阪府南河内郡狭山村大字池尻220番屋敷（現大阪狭山市池尻一丁目）にあり、代々の庄屋だったという。
大正6年（1917年）　8歳
4月、大阪市天王寺第二尋常高等小学校尋常科に入学。
大正7年（1918年）　9歳
8月28日、次兄彦七死亡。行年18歳。
大正12年（1923年）　14歳
3月、天王寺第二尋常高等小学校尋常科を卒業。このあと中島は父母の請いを容れて、一旦は同校の高等科に進学した模様である。しかし勉学への希望を抑えきれず、翌年改めて大阪市天王寺商業学校（現大阪市立天王寺商業高等学校）に入学したと思われる。
後年中島は「宇宙的荘重の評論」（『コギト』第79号）において友人松下武雄の早逝を悼み、「僕等は松下と共にコギトの最初からの同人であった、中等学校以来はずっと彼と共にいた、中等学校のとき彼は僕より一年上だったが顔は知っていた、高等学校以来はずっと同級であった」と述べている。この松下武雄は明治43年（1910年）4月21日生まれで、つまり二人は本来は同学年のはずである。中島が天王寺商業で松下の一年下級であったのは、上のような事情からであったと推測される。
昭和3年（1928年）　19歳
4月、大阪高等学校文科乙類（旧制）入学。
同じ文科乙類に松下武雄も合格した。当時の中学校、商業学校、工業学校からは5年卒業者しか受験が許されなかった。1級上の松下は5年卒業で問題はなかったが、中島は高等学校入学試験を受けて合格し、大阪高等学校を受験し文科乙類37名中9番で入学した。
中島のクラスには保田与重郎、田中克己、服部正己、肥下恒夫、松浦悦郎たちもいた。これらの文科乙類の文学仲間たちが、中心になって、のちの『コギト』が創刊されることになる。
昭和5年（1930年）　21歳
この年、保田、田中、松下らと短歌雑誌『炫火（かぎろひ）』を発刊し、中島は「詠二」の筆名で寄稿した。『炫火』は翌昭和6年（1931年）までに12号刊行された。
昭和6年（1931年）　22歳
3月、大阪高等学校を卒業。
4月、京都帝国大学文学部哲学科に入学する。文化乙類からは松下武雄も同じ哲学科に進んだ。
昭和7年（1932年）　23歳
3月、大阪高等学校の同級生を中心に文芸雑誌『コギト』を創刊。誌名はデカルトの"cogito, ergo sum"（我思う、ゆえに我あり）から付けられた。保田与重郎は第一号の編集後記に、「私らは『コギト』を愛する。私らは最も深く古典を愛する。私らはこの国の省みられぬ古典を殻として愛する。それから殻を破る意志を愛する」と創刊の辞を記した。中島栄次郎ははじめ沖崎猷之介の筆名を用い、第16号（昭和8年9月号）以後は本名で主に評論を、また詩、小説を発表した。
この『コギト』を読んだ伊東静雄から「コギトの詩人なかなかよろしい」という葉書が届いた。大学の夏休みを利用して中島が田中とともに伊東を訪ねたのが、のちの二人の親しい交わりになってゆく。
なお、中島、保田、松下の三人は毎号のように評論を執筆したが、田中克己は三人の特色を、松下は荘重、中島は華麗、保田は奔放という言葉で評している。
昭和8年（1933年）　24歳
この年、『コギト』のほか『三田文学』『思想』などにも評論を執筆。以後しだいに著作活動の場がひろがる。
昭和9年（1934年）　25歳
1月28日、母キリ死亡。行年56歳。
3月、京都帝国大学文学部哲学科を卒業。卒業論文は「カントに於ける芸術の問題」であったが、田辺元はこの論文を松下武雄の「シェリングに於ける構想力の問題」とともに、“昭和九年の京都大学哲学専攻の卒業論文の雙壁”と推賞した。
4月、同大学大学院に入学。
昭和10年（1935年）　26歳
3月、文芸雑誌『日本浪漫派』を保田与重郎、亀井勝一郎、中谷孝雄たちと創刊。中島は創刊号の巻頭に「浪漫化の機能」を執筆した。同人には第二号から太宰治、檀一雄、第三号からは伊東静雄、大山定一らが加わった。
昭和11年（1936年）　27歳
9月11日、父栄太郎死亡。行年59歳。
12月18日、三兄房次郎死亡。行年33歳。
昭和13年（1938年）　29歳
9月2日、召集を受けて大阪歩兵第37連隊へ入営。健康上の理由で即帰郷となる。
10月9日、永年の友人松下武雄が死亡する。松下は生前『コギト』にシェリングの芸術哲学の訳稿を6年にわたって連載していたが、未完であった。中島はその遺稿を出版しようと、服部正己とともに未訳稿の翻訳につとめた。翌昭和14年（1939年）9月、短歌・詩を主体とした松下武雄遺作集『山上療養館』が刊行されたが、シェリングの訳稿はその後出版されていない。
昭和14年（1939年）　30歳
8月、伊東静雄にすすめられて、池田勉、栗山理一、清水文雄、伊東らと軽井沢で過ごす。
昭和15年（1940年）　31歳
2月、日本大学大阪専門学校（現近畿大学）に理学科の設置が認可された。中島は同理学科に招かれて、ドイツ語および教育学を講義する。
7月26日、ハンス・ドリーシュ著、清徳保男訳『形而上学』（岩波文庫）が出版された。清徳は昭和12年（1937年）自分のこの訳書刊行を見ずに亡くなっているが、中島の大阪高等学校での3年上級である。同書の出版に際して、中島はやはり大阪高等学校の先輩にあたる五十嵐達六郎、野田又夫（当時はともに大阪高等学校の教授であった）に協力して訳稿の校閲を受持ち、田中克己は原稿の訂正清書にあたった。『形而上学』の序は天野貞祐、跋は五十嵐達六郎が書いたが、五十嵐はとくに野田、中島、田中の名をあげて労を謝している。
昭和16年（1941年）　32歳
6月、『コギト』創刊以来十年間の詩部門からの選集『コギト詩集』が刊行される。中島の作品は「詩の論理と言語」（評論）および「冬日感懐」、「河の上」、「朝の歌」の詩三篇が収録された。
昭和17年（1942年）　33歳
3月26日、奈良県添上郡櫟本町大字檪本（現天理市櫟本町）藤谷智照・キヌエの二女明子と結婚。
5月、第2回の召集を受けたが、このときも即日帰郷となる。
7月2日、姉進藤コト死亡。行年37歳。
昭和18年（1943年）　34歳
5月、井上靖（毎日新聞社勤務、のち作家）を通じて、関西女子美術学校の美学講師を依頼される。同校は当時の大阪市阿倍野区阪南町西1丁目にあったが、太平洋戦争の戦局急迫にともないこの年暮れに廃校となった。
9月16日、天理外国語専門学校（現天理大学）の講師となる。教科はドイツ語、道義、心理学であった。
この年、日本大学大阪専門学校は大阪専門学校と改称されたが、学園では大学設置にからんで騒動が発生する。俗に「大専騒動」と呼ばれたが、『近畿大学創立65年の歩み』（1990年近畿大学刊）は、「この事件は、校長派と反校長派、それに軍関係者までが入り乱れた大きな騒動となり、大阪専門学校は危うく廃校寸前にまで追い込まれた」と述べている。騒動は昭和19年（1944年）に至って終結するのだが、中島栄次郎はこうした紛争をきらい、大阪専門学校を退いたと思われる。なお中島はこの年9月末はまだ同校に在職していた。大阪専門学校理学科第2回卒業の南川正純は、「戦争のために私たちは2年半で繰上げ卒業となったのですが、9月30日の最後の講義で中島先生は、今日はくだけた話をしようと言って、堺事件の話をされた」という（戦局が悪化したこの頃は、大学・予科・高等学校・専門学校は3年の修業年限を6カ月短縮され、繰上げ卒業となっていた）。
昭和19年（1944年）　35歳
3月1日、天理外国語専門学校教授となる。
6月1日、教育召集を受け、中部第22部隊に入営する。
昭和20年（1945年）　36歳
5月27日、フィリピン諸島ルソン島にて戦死。
アメリカ軍がルソン島に上陸したのは昭和20年（1945年）1月9日であった。同月下旬マニラに向かって進攻を開始し、3月3日マニラは完全に占領された。第14方面軍（司令官山下奉文大将）は北部山岳にたてこもって抗戦をつづけたが、公報（死亡通知）によると中島栄次郎は「リザール洲イポ」で戦死したとある。この公報は敗戦後2年を経過した昭和22年（1947年）10月23日付で、大阪府知事赤間文三により遺族に発行された。
天理外国語専門学校では公報受理の12月7日をもって、中島の退職を発令した。

## 著作集
- 『中島栄次郎著作選』天理時報社、1993 中島栄次郎著　編集者　野田又夫
- 「日本浪漫派」集 (近代浪漫派文庫) 2007 新学社　中島栄次郎ら著
- 「コギト」復刻版　臨川書店　1984 中島栄次郎ら著
- 『コギト詩集』保田與重郎、肥下恆夫、田中克己、中島栄次郎　共編纂 山雅房、1941

## 参考
阿部　知二、井伏　鱒二、金子　光晴、中野　重治
舟橋　聖一、中島　建蔵、石川　淳、久野　収
勁草書房 1976
『世界文化』での経験―――久野収（から引用）
中島栄次郎の保田与重郎批判
――『世界文化』は最初のころはそれほどでもありませんが、最後のころになると文化的人民戦線の色彩が非常に濃厚になってきますね。
久野　だからこそ、今から考えると、そこにかくされた問題があるように思う。ぼくは中島栄次郎とも親しかったから、それで今度中島の薯作集を出したいと思っているのですが、ぼくは『コギト』にも誘われていた。『コギト』の仲問に入って、書かないかと中島からいわれたことがある。ぽくは『コギト』に書くか、『美・批評』の再刊に加わるかという点で迷いがなかったわけではない。『コギト』をもっと反フアシズムの方へひきつげるか、『コギト』はぼくの力でどうにもならんだろうとは思ったけれども、しかし、『コギト』の同人で、哲学科の同級生の中島栄次郎や松下武雄はファシズムには反対だったので、日本浪漫派に発展するとは思わなかった。だから、あの原点みたいなところは、最初から必ずしも、反動的とか進歩的とかときまっていたのではなかったということをいいたいのです。
『世界文化』を出す以前から『コギト』は出ているので、中島や松下はそれこそたいへんな早熟で、たとえば、そのころ、岩波の『思想』が＜文学特集＞号をつくって、河上徹太郎が『ドストエフスキー・ジッドを生み』を書いて初めて認められ、小林秀雄は『志賀直哉論』を書いている。たしか昭和八年ですが、この特集に保田与重郎とともに中島は沖崎猶之介のペンネームで『詩の論理と言語』を書き、松下は大東猛吉のペンネームで書いています。京大哲学科の学生時代です。
――まだ、後年の立場に立っていない。
久野　だからそういうことですよ。ぼくは保田氏は知らない。彼は東京大学にいましたから。中島や松下は親しいわけ
です。十人そこそこしかいない同じ哲学専攻のクラスメートですから。大東猛吉は松下君のベンネームです。学生時代に
論文を発表したりすると、田辺元にしかられるから、中島君はたいへん悩み、ぼくが書けといってすすめた。ついにあれ
はばれなかったので、いまだに外側のだれも沖崎が中島だということは知られていないのではないですか。いい論文でし
たよ。
――中島栄次郎のその文章は全集にはもちろん入るわけですね。
久野　ええ、全集も、人文書院に頼み、承諾をえていますから、何とかなると思います。保田や中島が竹内好さんと大高
時代の同年生であることは、よく知られていますが、竹内さんは、保田や中島を横目でにらみながら、中国文学の研究に
打ちこんでいくわけですね。
中島には保田のよう感傷主義がなかった。それは最後がよく語っていると思います。
昭和十七年ごろ、ぼくは出獄して、貧乏のどん底にいたのですが、先輩がぼくのことを思い出してくれて、高槻の高等医
学専門学校のドイツ語教師のポストが空いたので、お前を推薦するから来いといってきた。しかし、ぼくは当時、執行猶
予の身柄で、とて正規の就職は許されない。当時の思想犯の執行猶予というのは公職につくことができない。いいポスト
の話がでてきて、ぼくは突然、中島を思い出し、中島を推薦しようと思った。それまで、出てきてからお互いに交際する
と危いから全く行き来をしていなかったんですが、昭和十七年ですから、日本浪漫派というのは調子よくて、栄えている
のでしょうが、ぼくは中島がそれに全く同調しておどっているとは思わなかった。
中島君はお互いの身の上を心配していたのでしょう。真夜中をえらんで、ぼくが留守番に泊めてもらっていた、ガランと
した研究所へ訪ねて来てくれた。二重まわしを着てね。ぼくが本を読んでいたら、ガラス戸をたたくのがいるので、開け
てみると、中島君です。ぜんぜん前と変わらんのです。その時、ぼくが「日本浪漫派はえらく調子がいいようだな」とい
ったら、彼は、「だいたい現実政治の挫折を体験し、政治に絶望した思想の深いアイロニーが浪漫派の運動になるのだか
ら、その浪漫派が現実政治の中で時を得顔に咲きほこり、わが世の春をたたえるというのはどういうことかねえ、浪漫派
の自己喪失じゃないか」といいました。だから彼はその主力にはなっていないんじゃないですか。
日本浪漫派の仲間の間に重んじられていたから、復刻版を見ていませんが、創刊号に巻頭言みたいなものを書いているよ
うですね。それ以来、だんだんあとになると、彼の文章が消えて行くのではないですか。
『日本浪曼派』への反措定
久野　またその時に、ぼくに、「いや、おれはつきものが落ちてね」というんです。「なんだ」といったら、「いや、先
だって上京して、小林秀雄に初めて会ってきたんだ」。彼にとって小林秀雄は神さんだったわげです。初めて小田切さん
をはじめ、『近代文学』の同人たちが一方で蔵原惟人さんを神さんと思っているのと同じに、中島君たちの派は小林秀雄
を神さんと思っていたわけです。ところが実際会ってみたら、つきものが落ちた。「内容はどうやった」ということは
ぼくは聞かなかった。それは失礼にあたるから。「それは想像できるね。いや、そういうもんだよ。かりに三木清に会え
ば、つきものが落ちるようなもんでね」とぼくがいったら、「ほんとうに落ちてね、さっぱりした」と中島君がいいまし
た。
「いまなにしている」といったら、彼は、ぼくが丙種国民兵で召集にならないことは知っているわけです。左の目が失明
だから。ぼくは高等学校の学生のときに検査を受けていますから、それがあとであだとなって、ひどい結果になり、大学
で学校教練は出なくてすませたから、簡閲点呼のとき、銃の持ち方一つ満足にできないので、なぐり倒されることになる
んですが、中島君はそういうことを知っているわけですから、「君は行かんですむが、おれは残念ながら第二乙補充兵
で、十中八、九召集されるだろう。生きて帰れる見込みはまずない。弾よげだ」と。彼もぜんぜんサボって教練のほうや
っていませんから。
それで、「なにを読んでいるんだ」といったら、彼は学生時代、ニーチェを深く読んで、ニーチェとヴァレリー。彼がぼ
くと議論するときに使う最後の切札は、ヴァレリーとニーチェでした。「ニーチェか」といったら、「もうニーチェもヴ
ァレリーも大した関心がない。いまは親鸞の『和讃』を読み、うたい、かつその内容を心読している。今の自分の気持に
それが一番ピッタリする。もし命があるなら、『和讃』について本を書きたい」と暗い面持ちで洩らしていました。
　昭和十九年竹内好さんの『魯迅』が出ますね。ぼくは竹内とは中島が高校で同年生だったけれど、中島はそんな話を少
しもしなかったが、『魯迅』をすぐ買って読んだのです。この双書には中井正一も一冊書くことになっていたから。竹
内の『魯迅』を読んだとき、中島に『親鸞』を書かせたかったという切なる願いと悲しみをぼくは感じましたね。
話がまた前に戻りますが、「君は大陸戦線にやられるんじゃないか」というと彼は、「どうもそのようだな。大阪の近所
の師団は」といいました。現に彼はフィリピンのどこかで死んだのです。それからあと奥さんも子供もどこに行ったの
か、ぜんぜんわからなくなって、今では探しようがないとのことです。
　そのとき、ぼくの眼鏡どおり、彼は、正規の就職もせず、ぼくと似たりよったりの状態で、家庭教師に行ったりしなが
ら生活していたようです。妻君の話もぜんぜんしなかったし、子供があるのかないのかもの話もぜんぜんしりませんでし
た。まったく以前の、ぜんぜん時勢に容れられていなかった時代の中島栄次郎の姿のままで来て、立ち去って、それきり
なのです。だから、中島という人物はぼくはたいへん好きです。中島は保田与重郎なんてなんとも思っていなかったので
はないですか。保田のほうがむしろ中島のドイツ文学なりフランス文学なりの知識を評価していたんじゃないですか。
――ではなぜ『コギト』への誘いを拒つて『世界文化』の方を始められたのですか。
久野　中井さんとの関係が非常に深くなったから。これを仲介したのは真下信一氏です。それで『美・批評』を再刊するということになった。『コギト』には入りようがないでしょう、ぼくは美学や文芸評論を主として専攻しているわけではないから。
それで昭和九年十二月ごろになって再刊した『美・批評』を『世界文化』に変えようということになったわけですが、中井さんは最後まで反対でした。それから東京に住んでいた熊沢復六氏も東京の状況を知っているから、『美・批評』で押したほうがかえっていいという説で、反対でした。それが若気のいたりです。
――久野さんが頑張って『世界文化』に変えたのですか。
久野　という説があるが、事実でしょう(笑声)。それは新村氏が書いています。それはそれとして『世界文化』という題名は、そのころ顔を出し始めた「日本浪漫主義」に対する正面からの対抗というので選ばれました。「日本」に対して「世界」を出し「浪漫」に対して「文化」を出したわけです。